# Staré Sedlo, Tachov
Staré Sedlo là một làng thuộc huyện Tachov, vùng Plzeňský, Cộng hòa Séc.